# Julius Fröbel
Carl Ferdinand Julius Fröbel, född 16 juli 1805 i Griesheim, Schwarzburg-Rudolstadt, död 6 november 1893 i Zürich, var en tysk geolog, professor, skriftställare och liberal politiker. Han var brorson till Friedrich Fröbel.
Fröbel blev 1833 lärare i industriskolan i Zürich och professor i mineralogi vid därvarande universitet. År 1838 erhöll han medborgarrätt i Zürich och deltog från 1839 i det politiska livet där, varvid han anslöt sig till den demokratiska oppositionen. År 1842 lämnade han sin professur för att ägna sig åt den av honom grundlagda bokförlaget, Literarisches Comptoir, och utgav bland annat en serie demokratiska skrifter, som till största delen förbjöds i Tyskland.
År 1848 blev han medlem av Vorparlamentet i Frankfurt am Main. I oktober samma år begav han sig jämte Robert Blum till Wien för att till revolutionsledarna där överlämna en adress från Frankfurtparlamentets radikaler, deltog i folkresningen där, blev häktad 4 november och dömd till döden, men benådades. Efter att ha deltagit i den tyska nationalförsamlingens sista sammanträden emigrerade han hösten samma år till USA, där han en tid utgav en tidning i New York. 
Från 1857 försökte han såsom i förbindelse med österrikiska regeringen arbetande publicist verka för frihandelssystemets införande i österrikiska monarkin och för Friedrich Ferdinand von Beusts och Ludwig von der Pfordtens planer på en "stortysk" rikspolitik under Österrikes ledning. Vid utbrottet av tyska enhetskriget 1866 lämnade han Wien och anslöt sig snart till den tyska politik, för vilken Preussen kämpade. År 1867 uppsatte han i München Die süddeutsche Presse, som i Bayern i förbindelse med ministerpresidenten Chlodwig zu Hohenlohe-Schillingsfürst förde denna politiks talan. År 1873 blev han tysk konsul i Smyrna och 1876 i Alger, men tog 1889 avsked från konsulsbefattningen.